# Чернече (Криничанский район)
Чернече (укр. Чернече) — село,
Криничанский поселковый совет,
Криничанский район,
Днепропетровская область,
Украина.
Код КОАТУУ — 1222055107. Население по переписи 2001 года составляло 405 человек.

## Географическое положение
Село Чернече находится на левом берегу реки Мокрая Сура, выше по течению на расстоянии в 0,5 км расположено село Роговское, ниже по течению примыкает пгт Кринички, на противоположном берегу — село Ильинка. Вдоль русла реки сделано несколько прудов.
с 2020 года в селе восстанавливается взлетно-посадочная полоса малой авиации и аэродром. 